# Kanton Barjac
Kanton Barjac (francouzsky Canton de Barjac) je francouzský kanton v departementu Gard v regionu Languedoc-Roussillon. Tvoří ho sedm obcí.

## Obce kantonu
- Barjac
- Méjannes-le-Clap
- Rivières
- Rochegude
- Saint-Jean-de-Maruéjols-et-Avéjan
- Saint-Privat-de-Champclos
- Tharaux